# Humberto Medina
Humberto Medina Villaseñor (* 5. September 1942 in Guadalajara, Jalisco; † 24. November 2011), auch bekannt unter dem Spitznamen Capi, war ein mexikanischer Fußballspieler auf der Position eines Verteidigers.

## Laufbahn
Humberto Medina wurde in der Nachwuchsabteilung seines Heimatvereins Atlas Guadalajara ausgebildet, bei dem er auch seinen ersten Profivertrag erhielt. Er stand mehr als eine Dekade (von 1961 bis 1972) beim Club Atlas unter Vertrag und gewann mit den Rojinegros sowohl 1961/62 als auch 1967/68 den mexikanischen Pokalwettbewerb. Ebenfalls 1968 absolvierte er sechs Einsätze für die mexikanische Fußballnationalmannschaft (kein Tor) und bestritt alle drei Gruppenspiele beim olympischen Fußballturnier 1968.
Im Jahr 1972 verließ er seinen langjährigen Verein Atlas, mit dem er in der Saison 1965/66 Vizemeister der mexikanischen Liga wurde, und verbrachte zum Ende seiner Laufbahn noch jeweils eine Saison in Reihen des CF Pachuca (1972/73) und des CF La Piedad (1973/74).

## Erfolge
- Mexikanischer Pokalsieger: 1961/62, 1967/68
- Mexikanischer Vizemeister: 1965/66